# Erysimum idae
Erysimum idae är en korsblommig växtart som beskrevs av Adolf Polatschek. Erysimum idae ingår i släktet kårlar, och familjen korsblommiga växter. Inga underarter finns listade i Catalogue of Life.